# Zoie Palmer
Zoie Palmer (Inglaterra, 28 de outubro de 1977) é uma atriz canadense nascida na Inglaterra, mais conhecida por interpretar Lauren Lewis na série de televisão Lost Girl.

## Carreira
O trabalho mais conhecido de Palmer é o papel da Dra. Lauren Lewis uma das principais personagens da série canadense Lost Girl
Seu trabalho na televisão inclui filmes como The Reagans como Patti Reagan Out of the Ashes como Didi Goldstein e Devil's Perch como Abby
Ela teve um papel recorrente como a cantora de rock Patsy Sewer na série de comédia / drama teen canadense da CTV, Instant Star e foi co-líder no drama canadense Global The Guard como especialista em resgate da Guarda Costeira Carly Greig (pelo qual ela teve que vencer seu medo da água). Depois de Lost Girl, ela se juntou ao elenco principal da série de ficção científica, Dark Matterin no papel de The Android e After Dark o programa online da série para episódios da terceira temporada
Palmer apareceu na comédia on-line de encontros on-line série Procurando Simone no Episódio "1.1: Single Lesbian Psychos" como Rebecca. ￼Os papéis no cinema incluem Annabelle no curto drama Terminal Venus 
Haley na comédia romântica The Untitled Work of Paul Shepard e Cheryl no horror sobrenatural Devil. Oficial Frances Jane no thriller policial Cold Blooded Lou na comédia Sex After Kids e Bethany na aventura de fantasia Patch Town 
Em fevereiro de 2013, sua interpretação de Lauren junto com Bo (Anna Silk) como casal lesbico Bo e Lauren em Lost Girl foi nomeada como uma de suas séries de TV favoritas de todos os tempos pela CNN

## Vida pessoal
Em 9 de março de 2014, Zoie Palmer se assumiu lésbica durante a transmissão do Canadian Screen Awards quando agradeceu sua parceira de vida a produtora de cinema canadense Alex Lalonde, depois de expressar gratidão por ter ganhado o Fan Choice Award por sua atuação como Lauren em Lost Girl Palmer e Lalonde têm um filho de um relacionamento anterior de Lalonde
A irmã de Palmer, Tracey Weiler foi de um Partido Conservador Progressivo do Ontariocandidate para o distrito Kitchener-Waterlooelectoral em uma eleição para a Assembléia Legislativa de Ontário

## Filmografia

### Cinema
| Ano  | Título                    | Papel                | Notas |
| ---- | ------------------------- | -------------------- | ----- |
| 2010 | Devil                     | Cheryl               |       |
| 2010 | The Untitled Work of Paul | Haley                |       |
| 2006 | Snapshots for Henry       | Angie                |       |
| 2004 | Godsend                   | Susan Pierce         |       |
| 2002 | The Scream Team           | Rebecca Kull         |       |
| 2003 | Terminal Venus            | Annabelle            |       |
| 2003 | Bar Life                  | Ryan                 |       |
| 2012 | Cold Blooded              | Officer Frances Jane |       |
| 2013 | Sex After Kids            | Lou                  |       |
| 2014 | Patch Town                | Bethany              |       |
| 2017 | Deerbrook                 | Tammy                |       |

### Televisão
| Ano       | Título                          | Papel         | Notas                          |
| --------- | ------------------------------- | ------------- | ------------------------------ |
| 2018      | Wynonna earp                    | Jolene        |                                |
| 2015      | Dark Matter                     | Android       |                                |
| 2010      | Lost Girl                       | Lauren Lewis  | Papel principal                |
| 2010      | Nikita                          | Anya          | Episódio: "Girl's Best Friend" |
| 2010      | Murdoch Mysteries               | Katie Powers  |                                |
| 2010      | Bloodletting & Miraculous Cures | Female Cop    | Episódio: "Unhappy Endings"    |
| 2008-2009 | The Guard                       | Carly Greig   |                                |
| 2006-2007 | Instant Star                    | Patsy Sewer   |                                |
| 2004      | Doc                             | Tracey Briant |                                |
| 2004      | 1-800-Missing                   | Tracy Somers  |                                |
| 2003      | Bliss                           | Donna         |                                |
| 2003      | Adventure Inc.                  | Luisa         |                                |
| 2002      | Odyssey 5                       | Researcher    | Episódio: "Skin"               |